# Bembidion anthracinum
Bembidion anthracinum es una especie de escarabajo del género Bembidion, familia Carabidae. Fue descrita científicamente por Germain en 1906.
Habita en Chile.